# Prašina
Prašina je dobrodružná kniha pro děti a mládež od českého spisovatele Vojtěcha Matochy. Příběh otevírá záhady tajuplného, tichého a nebezpečného místa uprostřed Prahy – Prašiny, kde z neznámých důvodů nefunguje elektřina. Ilustroval ji Karel Osoha.
První díl ze stejnojmenné trilogie vyšel poprvé v roce 2018, následovalo pokračování s podtitulem Černý Merkurit a závěrečný díl s podtitulem Bílá komnata. Úspěšnost prvního dílu, autorova debutového románu, potvrdila Cena učitelů za přínos k rozvoji dětského čtenářství. Kniha získala také cenu nočních spáčů Noci s Andersenem. Matocha byl rovněž nominován na Magnesii Literu, Cenu Jiřího Ortena a Zlatou stuhu.
První díl byl prodán ve více než 50 tisících výtiscích, což Prašinu řadí mezi nejpopulárnější české dětské knihy.

## Děj
Na Prašině nefunguje elektřina, nesvítí lampy, nejezdí tramvaje a ani mobilní telefony tu nemají signál. Po celá desetiletí nikdo nepřišel na to, proč tomu tak je. I přesto je Prašina domovem spousty lidí, byť poněkud podivných. Bydlí zde i Jirkův dědeček. Když ho Jirka jde poprvé sám navštívit, ještě netuší, že bude zapleten do hádanky, jíž rozluštění znamená záchranu celého města, ne-li světa. Společně se svou kamarádkou En a jejím bratrancem Tondou se vydávají vstříc záhadám, které toto podivné místo ukrývá. Parta teenagerů postupně odhaluje odkaz génia a vědce Hanuše Nápravníka, který se s Prašinou potýkal již v 19. století a zanechal po sobě tajemství svých vynálezů. Nebezpečí a nástrahy čekají na partu na každém rohu. K tomu všemu se musí vypořádat se skupinou všehoschopných dospělých, kteří mají s Prašinou a jejím osudem nemilé záměry.
Následující dva díly s podtitulem Černý Merkurit a Bilá komnata prohlubují mytologii Prašiny, rozvíjí a doplňují příběh, a přidávají i několik překvapení i v souvislosti s žánrem knih.

## Lokace
Prašina je podivná čtvrť uprostřed zářící Prahy, rozprostírající se kdesi mezi Václavským náměstím a čtvrtí Vinohrady, ohraničena je Karlovým náměstím a Národním muzeem. Rozkládá se na dvou pahorcích: Šibeničním vrchu a Krchlebech. Ve čtvrti se nachází knihovna, ve které se nachází přes 50 tisíc knih. Zastoupeny jsou převážně české, částečně pak německé, anglické, francouzské a ruské. Většina knih je však ve špatném stavu. Další významnou stavbou je divadlo postavené v klasicistním stylu; budova má bohatě zdobené interiéry, nachází se zde také řada soch a bust. Na úpatí Šibeničního vrchu stojí také nemocnice, ve čtvrti jsou 2 kostely.
Čtvrť byla založena ve středověku, což dokládají domy z nepálených cihel v nejstarších částech čtvrti. Prašina má také barokní opevnění. V 19. století, před nástupem elektřiny, se Prašina stala jednou z nejbohatších a nejvýstavnějších pražských čtvrtí. Pravděpodobně nejvýznamnější osobností historie čtvrti se stal geniální vynálezce Hanuš Nápravník, který na Prašině žil a tvořil právě v této době. Založil zde knihovnu a spolu se svou snoubenkou Annou také novou nemocnici.
Hanuš Nápravník na Prašině také zemřel. Spolu se svou snoubenkou zahynuli při nehodě kočáru, který se nekontrolovatelně rozjel z kopce a vjel do potoka tekoucího ze Šibeničního vrchu. Tuto událost připomíná malý památník.
Po nástupu elektřiny ale bylo zjištěno, že na Prašině elektřina nefunguje, a většina bohatých obyvatel se odstěhovala do jiných čtvrtí. V první knize série Prašina pak bylo odhaleno, že elektřina na Prašině nefunguje kvůli stroji Hanuše Nápravníka, který se skrývá pod nemocnicí.

### Inspirace
Inspiraci čerpal Vojtěch Matocha z rodné Olomouce a Prahy. Při tvorbě jej dle vlastních slov ovlivnila i tvorba Jaroslava Foglara, konkrétně jeho fiktivní čtvrť Stínadla. Autor ji také vytvořil jako místo, kde nejsou dospělí a děti jsou „odkázány samy na sebe“.

## Přijetí díla a interpretace
Magická fiktivní čtvrť Prahy připomíná atmosféru křivolakých uliček, temných průchodů a ponurých dvorů Foglarova Stínadla. Sám autor vzdává uznávanému českému spisovateli Jaroslavovi Foglarovi hold. Významným tématem díla se stalo řešení záhad. Dle Mladé fronty DNES je Prašina foglarovsky laděným příběhem, který snoubí kouzlo titulů Julesa Verna, Jo Nesbøho či se připodobňuje k záhadám Šifry mistra Leonarda od Dana Browna.  Redaktorka časopisu Respekt Kateřina Čopjaková rovněž upozornila na to, že charaktery hlavních postav bourají stereotypy o vědecky nesmýšlejících dívkách a necitlivých chlapcích a tím řeší otázku toho, zda je kniha určena pro dívky či chlapce. Typickým příkladem je hlavní postava Anastázie, zvaná En, která je matematicky nadaná a nebojácná. V knize se objevuje i téma prvních lásek.
Celkový děj prohlubuje sedmidílná komiksová edice, která začala vycházet v roce 2022. Katalog Nejlepší knihy dětem uvádí, že komiksová série navazuje na úspěšné Matochovy romány a přináší nové příběhy, postavy i zápletky. Znalost všech dílů ale není tak důležitá, komiksy si mohou přečíst nováčci i čtenáři, kteří znají Prašinu jako své boty. Vydařená práce s barvou, dynamické a brilantní ilustrace Karla Osohy dotvářejí atmosféru příběhu.

## Adaptace
Prašina se dočkala divácké úspěšnosti, stala se bestsellerem a čtenáře si získala v řadách dětí i dospělých. Klicperovo divadlo uvedlo v prosinci 2022 oblíbený titul jako divadelní hru. První díl Prašiny by se měl brzy dočkat celovečerní filmové adaptace, kterou připravuje studio Bionaut Films. Trilogie vyšla i jako audiokniha s komentářem Matouše Rumla.

## SériePrašina
Ve čtvrti se odehrává celá série knih a komiksů Vojtěcha Matochy (řazeny chronologicky):
- komiksová série Kroniky Prašiny – Podivné procházky (3 díly)
- kniha Prašina
- kniha Černý merkurit
- kniha Bílá komnata
- komiksová série Kroniky Prašiny – Křídový panáček (7 dílů)